# 허난성
허난성(중국어: 河南省, 병음: Hénán Shěng) 또는 하남성은 중화인민공화국 중앙부의 성이다. 허난은 노자와 장자, 법가의 상앙·이사·장형·한유·악비 등을 배출한 중국 역사의 중심지이며 뤄양과 카이펑 등 역대 왕조의 도읍지가 위치한 성이다.

## 명칭
이 지역의 약자는 豫(발음: yù)로 한 왕조 시대의 한 지역이자 허난의 일부지역인 예주의 이름에서 유래했다. 북쪽에 허베이성, 북동쪽에 산둥성, 남동쪽에 안후이성, 남쪽에 후베이성, 서쪽에 산시성, 서북쪽에 산시성이 접하고 있다.
허난은 종종 중원(中原)이나 중주(中州)로 불리는데, 이는 말그대로 “중앙평원” 그리고 “중부 지방”이란 뜻이다. 이 이름은 또한 대체로 북방 중국 평야 전체를 나타내기도 한다. 허난은 전통적으로 중국 문명의 요람지로 여겨지고 있다. 황하 남쪽이라는 뜻에서 이름이 붙여졌으며, 인구가 1억 명 가까이 되며 중화인민공화국 내에서 가장 많았다가, 광둥성이 가장 인구가 많은 성으로 올라섰다.

## 지리
허난은 동으로는 평평하고 서쪽으로는 산지가 많으며 남쪽은 급격하다. 이 지역의 동부와 중부는 중국의 평야를 이룬다. 북서쪽으로부터 타이항산맥은 부분적으로 하남의 경계에 들어갔다. 서쪽으로부터는 친링산맥이 하남을 서쪽으로 가로질러 하남의 중간지역에서 끊어진다. 허난은 푸뉴 산맥 같은 파생을 북쪽과 남쪽으로 연장하였다. 먼 남쪽으로부터 다볘 산맥은 주변의 후베이성(湖北省)과 허난을 분리시킨다.
황하 강은 허남의 북쪽을 통과해 흐른다. 이 강은 북서쪽에서 들어와 싼먼샤 저수지를 경유하여 뤄양으로 흐른다, 황허 강은 자연적 침적과 둑에 인공적 구조를 만듦으로써 강 수위가 높아져 주위의 땅보다 높아졌다. 이곳에서 앞쪽으로 황허 강은 북쪽의 해하 강 분수계와 남쪽의 회화 강 분수계를 나눈다. 회하 강은 스스로 허난의 남쪽에서 기원하고 있다. 허난의 남서쪽 한 구석, 뤄양 주변은 한수강의 하수 웅덩이의 한 부분으로 후베이의 경계선을 지나고 있다.
허난에는 많은 저수지가 있다. 큰 것은 후베이의 경계선에 있는 단장커우 저수지, 싼먼샤 저수지, 백귀산 저수지, 남만 전수지 그리고 백교 저수지이다.

## 기후
아열대 대륙성 계절풍 기후이며, 사계절이 분명하고 강수(降水)는 여름철에 집중되고 1월 평균기온은 0도이고 7월에는 27-28도이다.

## 역사
허난성의 북부는 황하에 연해 있으며 고대 황하 문명의 핵심지역이었다. 뤄양(洛陽)과 카이펑(開封)은 많은 왕조들의 수도였었다. 하지만 이민족의 지배에 자주 무너진 수도이기도 하다. 고고학 발굴성과에 따르면 양사오 문화와 룽산 문화가 현재 허난성의 북부에서 발달했음을 알 수 있다. 얼리터우 문화는 과연 이것이 전설상의 하나라인지에 대하여 논란이 있기는 하지만 역시 허난성에서 출토되었다.
중국 역사상의 최초의 나라인 상나라(기원전 16세기~11세기)의 중심지는 허난성이었다. 상나라의 마지막 도읍이었던 은(殷)은 현재의 안양(安陽) 시에 위치하고 있다. 기원전 11세기에 주 왕조가 서쪽으로부터 발달하여 상 왕조를 멸망시켰다. 주나라의 첫 수도는 현대의 시안시 근처의 호(鎬)였으나 기원전 722년에 수도를 하남의 뤄양으로 옮겼다. 이 때를 기준으로 하여 이 이후를 동주(東周)라고 부르는데, 동주 시대는 춘추전국시대로 일반적으로 알려져 있다.
지금의 허난성은 많은 나라들로 갈라져 있었는데, 활나라(滑)(서기627년 진(秦)에 의해 멸망함), 진나라(陳), 채나라(蔡), 조나라(曹), 정나라(鄭), 위(衛) 등이 작은 나라들이었고, 산시성과 허난성 북부지역을 차지한 진(晉: ~기원전 349)은 강한 나라였다. 나중에는 한(韓)과 위(魏)가 이들을 몰아냈으며, 그동안 허난성의 남부는 초(楚)가 차지했었다. 진나라(晉)는 후에 세 나라로 분리되었고 그 중 전국(戰國)의 도성(新鄭)과 위국(魏國)의 도성(大梁)은 모두 오늘날의 하남 내부에 있는 지역들이었다. 남쪽의 강국 초(楚)역시 하남 남부에 군사요지를 소유했고 기원전 221년 허난성이 서쪽 이민족으로 칭했던 서쪽의 진나라(秦)가 모든 주변국들을 멸하여 통일 중국을 이루었다.
기원전 221년에 지금의 산시 성(陝西省)에 있던 진나라(秦: 기원전 221~기원전 206)가 중국을 통일한다. 진은 얼마 가지 않아 한나라(漢: 기원전 206~기원후 220)로 교체되었고, 산시 성의 시안(당시 이름: 장안)에 수도를 두었다. 한나라는 후반부에 수도를 허난성에 있는 뤄양으로 옮겼다. (25년) 후한 말기에 들어 각지에서 군벌이 부상했다. 허난성은 쉬창(許昌)을 근거지로 한 조조의 영향력 하에 있었는데, 조조는 북중국을 점령하고 위(魏)를 세웠다. 위나라의 수도는 뤄양이었다. 위를 이은 서진 역시 수도를 뤄양에 두었다.
4세기에 들어 북방의 유목민족이 화북에 침입해오기 시작했다. 허난성은 후조(319~351), 전연(334~370), 전진(351~394), 후연(384~407), 후진(384~417) 등이 점령했었다. 439년 북위(386~534)가 북중국을 통일했고, 493년에는 수도를 뤄양으로 옮겼다.
북위는 534년에 분열되었고, 589년에는 수나라(581~619)가 중국을 통일하였다. 수 양제는 무리를 하면서까지 수도를 시안에서 뤄양으로 옮기려 하였는데, 이는 수나라가 망하는 한 원인이 되기도 했다. 수양제는 황위에 오르고 뤄양 대수궁에다 큰 운하를 만들었다. 수를 계승한 당나라(618~907)는 3세기 가량 지속되면서 줄곧 시안을 수도로 하였다. 그러나 뤄양을 동도(東都)로 삼았고, 분사를 두었다.
오대십국의 혼란기 동안 카이펑에 도읍을 정한 나라는 오대의 후량(907~923), 후진(936~947), 후한(947~951), 후주(951~960)의 네 개가 있었다. 송나라(960~1279)가 혼란을 수습하며 982년에 다시 중국을 통일하였고, 수도를 카이펑으로 하였다. 송은 군사적으로는 성공을 이루지 못했으나 문화와 번영의 황금시대에 접어들어 수도 카이펑은 당시 세계에서 가장 큰 도시였다. 그러나 1127년 송나라는 여진족이 세운 금나라(1115~1234)의 공격을 받아 수백만에 달하는 난민들이 강남으로 이주하였다. 곧 남송의 시작이었다. 남쪽 임안(臨安, 현재 이름: 항저우)으로 수도를 옮겨 연명한 남송은 1142년, 허난성을 포함한 북중국 전체를 금나라에게 바친다. 이 때를 기점으로 하여 장강 삼각주 지역, 이른바 강남이 허난성을 대신하여 새로운 경제와 문화의 중심지로 부각되었고, 허난성은 이전의 탁월한 지위를 영원히 잃게 된다.
금나라는 1157년에 카이펑을 남경으로 정하고 재건한다. 1214년에는 몽골의 침략을 피해 수도를 카이펑으로 옮기게 된다. 1234년 결국 금나라는 몽골과 남송의 군대에 의해 멸망하게 되고, 1279년에는 남송 역시 몽골의 손에 넘어가게 되면서 몽골은 중국 전체를 지배하게 된다.
몽골의 지배는 1368년 명나라(1368~1644)가 건국되면서 끝나게 된다. 명나라는 지금의 허난성과 거의 일치하는 행정구역(하남등처승선포정사사(河南等處承宣布政使司))를 설치하고 그 치소(治所)를 카이펑에 두었다. 청나라(1636~1912)는 행정구역에 별다른 변화를 주지 않았고, 뒤이은 중화민국 역시 마찬가지였다.
핑한 철도(베이징-한커우)가 개통되자 그 때까지 한촌에 불과했던 정저우가 교통의 요충지로 부각하게 된다. 1954년 중화인민공화국 정부는 허난성의 수도를 카이펑에서 정저우로 옮긴다. 중국 정부는 허난성의 북부와 산둥 성의 서부를 분리하여 신샹을 성도로 하는 핑위안 성을 신설하기도 하지만 1952년 폐지하였다.
1958년 수이핑 현의 야산에서 중국 최초의 인민공사가 설립되면서 대약진 운동이 시작된다. 60년대에 대기근의 원인으로 흔히 대약진 운동이 거론되는데 특히 허난성은 극심한 피해를 입어서 약 100만 명이 사망하였다.
1975년 태풍에 따른 폭우로 허난성 남부의 반차오 댐이 붕괴되는 사고가 일어났다. 약 23만 명이 죽은 것으로 추정되는 이 사고는 인류 역사상 댐과 관련된 가장 큰 사고로 기억되고 있다.

## 경제
허난은 내륙지역으로 개혁 개방 정책으로부터 제외되었다. 산둥, 허베이, 텐진 등 연안 지역보다 상대적으로 낙후되었고, 외국 투자기업들은 동중국해에 인접한 상하이 등지에 몰렸으며 대기업도 상대적으로 적었다.

### 농업
황하강 중하류에 위치하고 비옥한 토양으로 이루어진 농경지 자원은 811.03만 헥타르(실제 경지면적 726.28만 헥타르, 1.089억 무(畝)에 상당함)이다. 기후가 온난하고 강우량도 비교적 풍부하며 무상기도 226일을 초과하여 식물이 생장하기 좋은 조건으로 농업이 발달하였다. 중국 최대의 밀 생산지이며 그 다음은 목화, 식물, 곡물 순이다. 이 밖에 축산업도 발달하여 쇠고기 생산량도 전국의 1/7이나 된다. 하남성의 특산물로는 입쌀, 수박, 마늘, 고추, 밤, 키위, 사과, 배, 산수유 열매, 모란, 화초 등이 유명하다.

### 공업
풍부한 농업 생산물과 천연가스, 석유 등 풍부한 에너지자원을 바탕으로 방직, 경공, 식품, 석탄, 석유, 전력, 야금, 화공, 건자재, 기계, 전자 등을 주체로 일정한 공업체계를 이루고 있다.
하남 북부지역은 안양, 푸양 등의 지역은 전자 정보 산업기지, 장비제조업기지, 철강기지, 석탄 화학공업과 석유화학 공업기지로 건설 발전하고 있고, 서부지역은 전 성의 중요한 석탄 화학공업기지, 황금 생산가공기지, 알루미늄 공업기지와 삼림과류 심가고 생산기지로, 서남지역은 중국 의약생산기지, 방직기지, 비금속 광산물의 개발 이용과 농,부산물 가공을 위주로 하는 산업기지로 황하, 회하지역은 전국 녹색농산물 가공수출기지, 돼지, 소, 양 등 관련 육류 생산가공기지, 식물류 생산가공기지와 노무수출기지로 발전시키고 있다.

### 상업
하남성은 시장이 넓고 상업이 발달하여 전국의 중요한 집산지 있다. 양곡도매시장, 건축재로도매시장, 석탄 교역시장, 농산품도매시장, 농업기계 교역시장은 대표적인 국가급도매시장으로 이 외에도 20개의 대형 상품 도매시장 5,000여 개의 소매시장이 형성되어있다.
정주 상품 교역소는 이런 도매시장이 모여 있는 곳으로서 특히 이곳 양곡의 도매가격은 전국의 평균 도매가로 지정되어 있다.

### 외국 기업 투자
하남성은 최근 외국 자본의 유입이 많아져 현재 8개의 하이테크산업개발구와 7개의 성급경제기술 개발구가 있다. 정저우, 뤄양, 뤄허, 안양, 복양 하이테크산업개발구가 유명하고 카이펑, 뤄양, 정저우 경제 기술 개발구가 유명하다.

## 문화
중국의 오래된 역사적 장소로는 뤄양(洛陽), 카이펑(開封), 안양(安陽), 정저우(鄭州) 등이 있다.
허난 방언은 주로 중원관화에 속한다. 하지만 서북쪽의 사람들은 진(晋) 방언을 쓰기도 한다. 허난에는 중국 일종의 중요한 지방 희곡인 위쥐(豫劇)가 있다. 이것은 매우 유명하고 대중적이다. 위쥐와 함께 취쥐(曲劇)와 위에띠아오(越調) 또한 허난에서 유명하다. 전통 공예품으로는 옥주(玉雕)와 당삼채(唐三彩)가 있다.

### 뤄양의 당삼채
당삼채라는 것은 백색 바탕에 여러 가지 색의 유약으로 무늬를 넣어 만든 당나라(唐) 전기의 도자기이다. 특히 백색, 녹색, 갈색으로 이루어진 것이 많아 삼채가 불리게 된 것이다. 주로 당나라 수도였던 장안(長安:현재의 시안(西安))과 뤄양에서 제작되었고, 귀족들의 부장품으로 사용되었다. 우의상점(友誼商店)이나 공예미술상품중심(工藝美術商品中心)에서는 당삼채의 복제품을 판매하고 있다. 이곳에서는 주로 낙타, 말을 본뜬 것이 많으며, 뤄양의 특산품으로 인기가 높다.

## 인구
인구는 9,532만 4,200명이다. 허난성의 도시화율은 39.8%로 2011년 중국의 도시화율 51.3%에 비해 낮다. 성도 정저우의 인구는 910만 명이다. 허난성의 경우 낙후되었다는 인식이 많아 지역간 주소지 이동에도 허가가 필요하고 이전이 어려운 중국의 경우 허난성 출신의 많은 인구들이 농공으로서 허난성 주소지를 가지고 타 지역으로 이동하여 일을 하는 경우가 많다.

## 관광
중국의 7개 고대도시 중 세 군데 인 뤄양(洛陽), 카이펑(開封), 안양(安陽)이 허난에 위치하고 있다. 허난은 매우 역사적인 성 중 하나이다.

### 정저우
- 상다이이즈

상다이이즈(商代遺址)는 중국 최고(最古) 왕조인 상(商)의 도시의 유적으로, 이 성터에서 청동기, 도기 등의 주거 유적이 발굴 되었다.
- 얼치타

얼치타(二七塔)는 1971년에 세워진 탑으로 시내 중심에 솟아 있다. 1923년 2월 7일에 일어난 철도 노동자의 총파업을 기념하기 위해 세워진 것이다. 탑 높이는 63m, 지하를 포함한 14층이며 탑 12층에 전망대가 있다.
- 허난보우위엔

관내에는 13만여 점의 유물이 있으며 국보급 유물만 해도 5,000여 점에 이른다. 허난 보우위엔(河南博物院)은 1998년 오픈했으며, 전시품이 고대 문화, 청동기 등 8개 분야로 나뉘어 전시되어 있다. 허난의 과거를 돌아보고자하는 관광객들에게 좋은 관광지이다.
- 황허유란취

황허유란취(黃河游覽區)는 황하를 중심으로 조성된 공원으로 황허비림(黃河碑林), 모친상(母親像) 등 거대한 석상이 자리잡고 있다.

### 숭산(嵩山)
숭산은 동악 태산(泰山) · 북악 항산(恒山) · 남악 형산(衡山) · 서악 화산(華山)과 함께 중국의 5악의 하나인 중악에 해당하는 명산이다.
숭산은 산세가 험하기 때문에 일반 관광객이 오르기에는 무리이지만, 산중에 수많은 사찰과 유적이 있어 전부 돌아볼 경우 2~3일로도 부족할 정도이다.

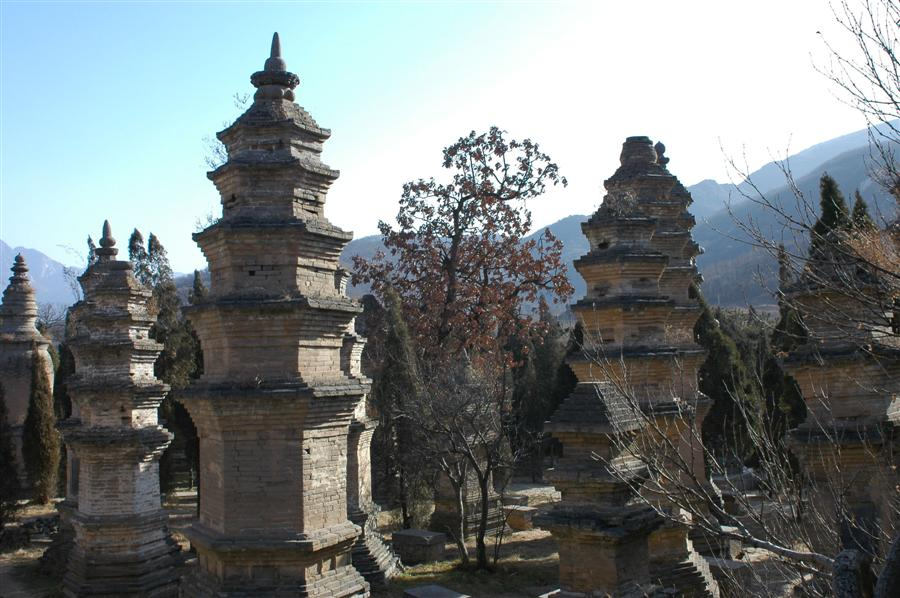
소림사 탑림(塔林)

소림사(少林寺)는 선종의 발상지가 된 곳으로 527년에 인도의 승려 보리달마가 이곳에서 9년간의 수련 끝에 선종을 창시했다고 알려져 있다. 사오린쓰 내의 가람은 1928년 내전으로 인해 거의 소실되었지만, 천불전(千佛殿), 백의전(白衣殿) 남아 있다.
- 타린(塔林)

타린은 사오린쓰에서 도보로 15분 정도의 거리에 있으며, 사오린쓰 승려들의 묘지이다. 중국 최대의 묘지이며 230여 개의 묘탑이 세워져 있다.

### 카이펑
- 샹궈쓰

샹궈쓰(相國寺)는 처음에는 건국사(建國寺)라는 이름으로 555년에 창건되었던 고찰이다. 명대 말기에 황허 강 범람으로 인해서 붕괴되어, 지금 현존하고 있는 것들은 청대인 1671년에 와서 재건된 것이다.
- 룽팅궁위엔

룽팅궁위엔(龍亭公圓)은 역대 왕조의 왕부(王府:중죄인을 신문하는 곳)가 있었던 곳이다. 룽팅궁위엔 앞에 운룡이 새겨진 72단의 석단이 있는 것이 특징이다.

### 뤄양
- 왕청궁위엔

왕청궁위엔(王城公圓)은 뤄양(洛陽) 시 최대의 종합공원이다. 2700년 전 동주(東周)의 평왕(平王)이 세운 왕성(王城)이 있었던 곳이라고 하여 왕청궁위엔(王城公圓)이라는 이름이 생겨나게 되었다. 이곳은 모란을 볼 수 있는 장점이 있으며, 매년 4월경 모란 축제가 열리기도 한다.
- 룽먼석굴(龍門石窟)

북위의 효문제(孝文帝)가 다퉁(大同)에서 뤄양으로 수도를 옮기면서 운강 석굴에 이어 만들기 시작한 것이다. 이후에도 계속 조영되어서 훌륭한 석굴군이 완성된 것이다. 룽먼산(龍門山)과 샹산(香山)으로 갈라진 벼랑에 1,352개의 동굴이 남아 있다. 특히 서쪽의 룽먼산은 관광객들이 자주 찾는 곳이다. 또한 룽먼 석굴의 최대 볼거리는 봉산사로, 폭 35m의 석굴 안에 높이는 17.14m이고, 최대 불상 노사나불이 있다.

### 기타
- 홍기거

중화인민공화국 초기에 현지의 주민들이 수작업으로 산을 깎아 만든 관개용 운하이다.

## 교통
베이징(北京)과 광저우(廣州)를 잇는 징광(京廣)철도와 장쑤성(江蘇省)의 롄윈항(連雲港)에서 간쑤성(甘肅省)의 란저우(蘭州)를 잇는 룽하이 철도(隴海), 이 두개의 주요 노선이 성도인 정저우(鄭州)를 지나며, 베이징(北京)에서 홍콩의 주룽(九龍)을 잇는 징주 철도(京九) 또한 허난성을 지난다.
최근에는 정저우(鄭州)-신샹(新鄕) 고속도로 건설과 함께, 베이징과 선전(深圳)을 연결하는 긴 노선의 일부로, 고속도로가 북쪽에서 남쪽으로 허난을 지난다.
또 다른 고속도로가 허난의 동쪽에서 서쪽으로 지나며, 더 건설될 예정이다.
신정(新鄭) 공항이 허난성의 주요 공항이다.

## 행정구역
행정구역은 18개 지급시, 20개 현급시, 89개 현, 48개 시할구, 2,123개 향진으로 구분되어 있다. .
| 허난성의 행정 구역 | #                 | 이름     | 시청소재지                | 한자 병음  | 인구(2010) |
| ------------------ | ----------------- | -------- | ------------------------- | ---------- | ---------- |
|                    |                   |          |                           |            |            |
| 지급시             |                   |          |                           |            |            |
| 1                  | 정저우시 (정주)   | 중위안구 | 郑州市 Zhèngzhōu Shì      | 8,626,505  |            |
| 2                  | 안양시 (안양)     | 베이관구 | 安阳市 Ānyáng Shì         | 5,172,834  |            |
| 3                  | 허비시 (학벽)     | 치빈구   | 鹤壁市 Hèbì Shì           | 1,569,100  |            |
| 4                  | 자오쭤시 (초작)   | 제팡구   | 焦作市 Jiāozuò Shì        | 3,539,860  |            |
| 5                  | 카이펑시 (개봉)   | 구러우구 | 开封市 Kāifēng Shì        | 4,676,159  |            |
| 6                  | 뤄허시 (루하)     | 옌청구   | 漯河市 Luòhé Shì          | 2,544,103  |            |
| 7                  | 뤄양시 (낙양)     | 시궁구   | 洛阳市 Luòyáng Shì        | 6,549,486  |            |
| 8                  | 난양시 (남양)     | 워룽구   | 南阳市 Nányáng Shì        | 10,263,006 |            |
| 9                  | 핑딩산시 (평정산) | 신화구   | 平顶山市 Píngdǐngshān Shì | 4,904,367  |            |
| 10                 | 푸양시 (복양)     | 화룽구   | 濮阳市 Púyáng Shì         | 3,598,494  |            |
| 11                 | 싼먼샤시 (삼문협) | 후빈구   | 三门峡市 Sānménxiá Shì    | 2,233,872  |            |
| 12                 | 상추시 (상구)     | 량위안구 | 商丘市 Shāngqiū Shì       | 7,362,472  |            |
| 13                 | 신샹시 (신향)     | 웨이빈구 | 新乡市 Xīnxiāng Shì       | 5,707,801  |            |
| 14                 | 신양시 (신양)     | 스허구   | 信阳市 Xìnyáng Shì        | 6,108,683  |            |
| 15                 | 쉬창시 (허창)     | 웨이두구 | 许昌市 Xǔchāng Shì        | 4,307,199  |            |
| 16                 | 저우커우시 (주구) | 촨후이구 | 周口市 Zhōukǒu Shì        | 8,953,172  |            |
| 17                 | 주마뎬시 (주마점) | 이청구   | 驻马店市 Zhùmǎdiàn Shì    | 7,230,744  |            |
| 18                 | 지위안시 (제원)   | /        | 济源市 Jǐyuán Shì         | 675,710    |            |

## 대학
- 정저우대학 (郑州大学)
- 허난대학 (河南大学)
- 허난농업대학 (河南农业大学)
- 허난중의학원(河南中医学院)
- 황허과학기술학원(黄河科技学院)
- 화북수력학원(华北水利水电学院)
- 상추사범학원(商丘师范学院)
- 정저우항공공업관리학원(郑州航空工业管理学院)
- 정저우경공업학원(郑州轻工业学院)
- 중원공업학원(中原工学院)

## 같이 보기
- 정저우시